# Lisa Misipeka
Lisa Vasa Misipeka (* 3. ledna 1975) je atletka, reprezentantka Americké Samoy v hodu kladivem, dříve soutěžila i ve vrhu koulí. Největším úspěchem její sportovní kariéry je zisk bronzové medaile v hodu kladivem na mistrovství světa 1999 v Seville.
Třikrát reprezentovala na Letních olympijských hrách, v roce 1996 v Atlantě to bylo ve vrhu koulí, v roce 2000 v Sydney a 2004 v Athénách v hodu kladivem.